# Кастеллеоне
Кастеллеоне (итал. Castelleone) — коммуна в Италии, располагается в регионе Ломбардия, в провинции Кремона.
Население составляет 9537 человек (2008 г.), плотность населения составляет 212 чел./км². Занимает площадь 45 км². Почтовый индекс — 26012. Телефонный код — 0374.
Покровителями коммуны почитаются святые апостолы Филипп и Иаков (Castelleone), святой Мартин (Corte Madama); Sacro Cuore и святой Латин (S.Latino).

## Демография
Динамика населения:

## Администрация коммуны
- Официальный сайт: https://web.archive.org/web/20070909154441/http://www.cremasconline.it/castelleone/